# 하트 (2020년 영화)
"하트"는 2020년에 개봉한 대한민국의 영화이다.

## 캐스팅
- 정가영 : 가영 역
- 이석형 : 성범 역
- 최태환 : 제섭 역
- 송명진 : 용훈 역
- 박우성 : 재수생 역

## 같이 보기
- 2020년 대한민국의 영화 목록